# Joe Grech
Joseph "Joe" Grech (Cospicua, 9 februari 1934 – 30 december 2024) was een Maltees zanger.

## Biografie
Grech is vooral bekend vanwege zijn deelname aan het Eurovisiesongfestival 1971, in de Ierse hoofdstad Dublin. Hij werd hiermee de eerste Maltese deelnemer aan het liedjesfestival. Een succes werd het evenwel niet. Met het nummer Marija l-Maltija eindigde hij op de laatste plaats.
Grech overleed op 30 december 2024 op 90-jarige leeftijd,
1971: Joe Grech · 
1972: Helen & Joseph · 
1975: Renato · 
1991: Paul Giordimaina & Georgina · 
1992: Mary Spiteri · 
1993: William Mangion · 
1994: Chris & Moira · 
1995: Mike Spiteri · 
1996: Miriam Christine · 
1997: Debbie Scerri · 
1998: Chiara · 
1999: Times Three · 
2000: Claudette Pace · 
2001: Fabrizio Faniello · 
2002: Ira Losco · 
2003: Lynn Chircop · 
2004: Julie & Ludwig · 
2005: Chiara · 
2006: Fabrizio Faniello · 
2007: Olivia Lewis · 
2008: Morena · 
2009: Chiara · 
2010: Thea Garrett · 
2011: Glen Vella · 
2012: Kurt Calleja · 
2013: Gianluca Bezzina · 
2014: Firelight · 
2015: Amber · 
2016: Ira Losco · 
2017: Claudia Faniello · 
2018: Christabelle · 
2019: Michela · 
2021: Destiny Chukunyere · 
2022: Emma Muscat · 
2023: The Busker · 
2024: Sarah Bonnici · 
2025: Miriana Conte